# Mata Hari (film)
Mata Hari är en amerikansk romantisk dramafilm från 1931 med Greta Garbo i titelrollen.

## Medverkande i urval
- Greta Garbo - Mata Hari
- Ramon Novarro - Lt. Alexis Rosanoff
- Lionel Barrymore - Gen. Serge Shubin
- Lewis Stone - Andriani
- C. Henry Gordon - Dubois (French Secret Service chief)
- Karen Morley - Carlotta (German agent)
- Alec B. Francis - Maj. Caron (Mata'a lawyer)
- Blanche Friderici - Sister Angelica